# Bình Thành, Đại Đồng
Bình Thành (chữ Hán giản thể: 平城区, âm Hán Việt: Bình Thành khu) là một quận thuộc thành phố Đại Đồng, tỉnh Sơn Tây, Cộng hòa Nhân dân Trung Hoa. Quận này có diện tích 46,129 km², dân số năm 2002 là 560.000 người.
Từ ngày 09/2/2018 quận Thành hợp nhất cùng các quận Nam Giao và Khoáng để lập ra 2 quận mới là Bình Thành và Vân Cương.

## Phân chia hành chính
Bình Thành được chia thành 14 nhai đạo: Đồng Nhai, Nam Nhai, Tây Nhai, Bắc Nhai, Nam Quan, Bắc Quan, Tân Kiến Nam Lộ, Tân Kiến Bắc Lộ, Tân Hoa Nhai, Đại Khánh Lộ, Tây Hoa Viên, Lão Bình Vượng, Hướng Dương Lý, Chấn Hoa Nam Nhai.

## Chuyển sang quận Bình Thành
Đồng Nhai, Nam Nhai, Tây Nhai, Bắc Nhai, Nam Quan, Bắc Quan, Tân Kiến Nam Lộ, Tân Kiến Bắc Lộ, Tân Hoa Nhai, Đại Khánh Lộ, Hướng Dương Lý, Chấn Hoa Nam Nhai.

## Chuyển sang quận Vân Cương
Tây Hoa Viên, Lão Bình Vượng.